# Luckey Roberts
Charles Luckyth Roberts (Philadelphia (Pennsylvania), 7 augustus 1887 – New York, 5 februari 1968) was een Amerikaanse pianist en -componist (jazz, ragtime, blues) en een van de grondleggers van de stride pianostijl.

## Biografie
Roberts speelde als kind piano in rondtrekkende minstrel shows, zijn eerste toneeloptreden als 3-jarige was als slapend kind in uitvoeringen van Uncle Toms Cabin. Vanaf 1910 woonde hij in New York, waar hij al snel een van de toonaangevende pianisten in Harlem werd en vanaf 1913 zijn eigen ragtime-stukken publiceerde (die echter altijd sterk vereenvoudigd werden voor publicatie). Aanvankelijk kon hij geen muziek lezen en maakte vooral indruk met zijn techniek, maar al snel begon hij aan een muzikale opleiding. Het wordt beschouwd als een van de voorvaderen van de pianostijl, waarvoor hij met een bereik tot 14 toetsen anatomisch voorbestemd was . James P. Johnson meldde dat hij hem regelmatig zag in Harlem, waar hij voor de oorlog speelde in de Barron Wilkins. Ook andere pianisten meldden zijn invloed op hen, aldus Earl Hines, die hem in Pittsburgh zag spelen en aangaf dat meerdere piano's in reserve waren, omdat hij de toetsen gemakkelijk met zijn sterke vingers kon ruïneren. Eubie Blake noemde hem de beste pianist die hij ooit had gehoord. In 1911 werd zijn eerste musical uitgevoerd. In 1914 ging de jonge George Gershwin ook in de leer bij Roberts.
Tijdens de Eerste Wereldoorlog toerde hij door Frankrijk en Engeland met James Reese Europe (1881-1919), met wiens orkest hij al voor de Eerste Wereldoorlog het dansduo Vernon en Irene Castle begeleidde. In 1916 maakte hij zijn eerste opnamen op pianorollen. In de jaren 1920 componeerde hij 14 musicals en was hij een van de meest succesvolle regisseurs van society-orkesten voor de New Yorkse aristocratie, waarmee hij van Newport (Rhode Island) tot Palm Beach (Florida) speelde en tot $1.000 per nacht ontving. Zijn orkest speelde o.a. toen de hertog van Windsor in 1927 New York bezocht. Hij werd ook rijk door speculatie met onroerend goed, maar binnen Harlem bleek hij altijd een genereuze schenker te zijn. In de jaren 1930 hadden beiden concertoptredens in de Carnegie Hall, waar Roberts zijn Spanish Suite uitvoerde met zijn International Symphonic Syncopated Orchestra (met 55 muzikanten) in 1939, en in het stadhuis van New York. In 1940 opende hij zijn eigen restaurant Luckeys Rendezvous met zingende en dansende obers, dat hij leidde tot 1954 (hij was zelf een quaker en rookte noch dronk). In de jaren 1960 voltooide hij de compositie voor de twee musicals Emalina en Old Golden Brown, maar die werden niet uitgevoerd.
Zijn composities zijn onder meer Junk Man Rag (1911, destijds een hit), Moonlight Cocktail (waarmee hij in 1941 een hit scoorde nadat hij zijn ingewikkelde rag Ripples of the Nile vereenvoudigde), Pork and Beans en Railroad Blues.

## Overlijden
Luckey Roberts overleed in februari 1968 op 80-jarige leeftijd.
- Biblioteca Nacional de España: XX914299
- Bibliothèque nationale de France: cb14027056f (data)
- Gemeinsame Normdatei: 1163674435
- International Standard Name Identifier: 0000 0000 5954 7546
- Library of Congress Control Number: n88116207
- MusicBrainz: 3175ad92-981d-4be6-b7de-5bce9de3faa9
- Nationale Bibliotheek van Tsjechië: jo20241243678
- Nederlandse Thesaurus van Auteursnamen: 249337150
- Trove: 1532313
- Virtual International Authority File: 46959914
- WorldCat: E39PBJppFRtmd73JJd6FgBBQMP